# Beate Gsell
Beate Gsell (* 26. Dezember 1967) ist eine deutsche Rechtswissenschaftlerin.

## Leben
Gsell studierte ab 1988 Rechtswissenschaften in Göttingen, Tübingen und Aix-en-Provence. In Aix-en-Provence erwarb sie den Titel eines Maître-en-droit. Während ihres Studiums in Tübingen war sie als wissenschaftliche Hilfskraft bei Wolfgang Graf Vitzthum (1991–1992) tätig. Im Juni 1993 legte sie die Erste juristische Staatsprüfung in Tübingen ab. Es folgte das Referendariat am Landgericht Stuttgart, u. a. mit Wahlstation an der Deutsch-Chilenischen Auslandshandelskammer in Santiago de Chile.
1995 folgte die Zweite juristische Staatsprüfung in Stuttgart. 1997 wurde Gsell in Tübingen mit der Dissertation Beschaffungsnotwendigkeit und Leistungspflicht – Die Haftung des Gattungsverkäufers beim Eintritt nachträglicher Erfüllungshindernisse (veröffentlicht Bielefeld 1998) promoviert. Doktorvater war Wolfgang Ernst.
Nach der Promotion wurde Gsell Wissenschaftliche Assistentin bei Wolfgang Ernst, zunächst in Tübingen, dann in Bonn. Im November 2001 habilitierte sich Gsell an der Rechts- und Staatswissenschaftlichen Fakultät in Bonn mit der Schrift Substanzverletzung und Herstellung – Deliktsrechtlicher Eigentumsschutz für Material und Produkt (veröffentlicht Tübingen 2003) und erhielt die venia legendi für Deutsches und Europäisches Zivilrecht/Zivilprozessrecht.
Im Jahr 2002 nahm Beate Gsell zunächst eine Lehrstuhlvertretung an der Ludwig-Maximilians-Universität München wahr und wurde dort im Juli 2002 zur Professorin (C3) für Bürgerliches Recht und Nebengebiete ernannt. Sie erhielt jedoch alsbald einen Ruf an die Universität Augsburg, wo sie von April 2003 an als Universitätsprofessorin (C4) den Lehrstuhl für Bürgerliches Recht, Zivilverfahrensrecht, Europäisches Privatrecht und Internationales Privatrecht innehatte. Im Oktober 2011 kehrte Beate Gsell an die Ludwig-Maximilians-Universität München zurück und ist dort seitdem als Nachfolgerin von Bruno Rimmelspacher Inhaberin des Lehrstuhls für Bürgerliches Recht und Zivilverfahrensrecht.